# Justin Hurwitz
Justin Hurwitz (Condado de Los Ángeles, California, 22 de enero de 1985) es un compositor y guionista estadounidense, conocido por sus colaboraciones con el guionista y director Damien Chazelle en las películas Whiplash (2014) y La La Land (2016). Hurwitz y Chazelle se conocieron como estudiantes universitarios en la Universidad de Harvard donde tocaban habitualmente en una misma banda y se convirtieron en compañeros de habitación.   Hurwitz asistió a la Nicolet High School en Glendale, Wisconsin.

## Filmografía

### Cine y televisión
| Año     | Título                           | Trabajo                  | Notas |
| ------- | -------------------------------- | ------------------------ | --- |
| 2009    | Guy and Madeline on a Park Bench | Compositor               | |
| 2011    | Los Simpsons                     | Guionista (1 episodio)   | Episodio: "The Falcon and the D'ohman" |
| 2011    | Perfect Couples                  | Guionista (1 episodio)   | |
| 2011–15 | The League                       | Guionista (7 episodios)  | |
| 2013    | The Gabriels                     | Guionista, productor     | Película de televisión |
| 2014    | Whiplash                         | Compositor               | Nominado—Grammy al mejor álbum de banda sonora para medio visual |
| 2016    | La La Land                       | Compositor               | Austin Film Critics Association Award for Best Score Critics' Choice Movie Award for Best Score Critics' Choice Movie Award for Best Song ("City of Stars") Dallas–Fort Worth Film Critics Association Award for Best Musical Score Florida Film Critics Circle Award for Best Score Golden Globe Award for Best Original Score Golden Globe Award for Best Original Song ("City of Stars") Las Vegas Film Critics Society Award for Best Score Las Vegas Film Critics Society Award for Best Song ("City of Stars") Los Angeles Film Critics Association Award for Best Music New York Film Critics Online Award for Best Use of Music Satellite Award for Best Original Score Satellite Award for Best Original Song ("City of Stars") St. Louis Gateway Film Critics Association Award for Best Score St. Louis Gateway Film Critics Association Award for Best Song ("Audition") Washington D. C. Area Film Critics Association Award for Best Score Nominado—Academy Award for Best Original Score Nominado—Academy Award for Best Original Song ("Audition") Nominado—Academy Award for Best Original Song ("City of Stars") Nominado—BAFTA Award for Best Film Music Nominado—Chicago Film Critics Association Award for Best Original Score Nominado—Critics' Choice Movie Award for Best Song ("Audition") Nominado—San Francisco Film Critics Circle Award for Best Original Score |
| 2017    | Curb Your Enthusiasm             | Guionista (10 episodios) | |
| 2018    | First Man                        | Compositor               | |
| 2022    | Babylon                          | Compositor               | |

## Premios
Premios Óscar
| Año  | Categoría              | Canción                                                                                 | Película   | Resultado |
| ---- | ---------------------- | --------------------------------------------------------------------------------------- | ---------- | --------- |
| 2017 | Mejor banda sonora     |                                                                                         | La La Land | Ganador   |
| 2017 | Mejor canción original | City of Stars (de La La Land, compartido con Benj Pasek y Justin Paul)                  | La La Land | Ganador   |
| 2017 | Mejor canción original | Audition (The Fools Who Dream) (de La La Land, compartido con Benj Pasek y Justin Paul) | La La Land | Nominado  |

### Premios BAFTA
| Año  | Categoría          | Película   | Resultado |
| ---- | ------------------ | ---------- | --------- |
| 2016 | Mejor banda sonora | La La Land | Ganador   |

### Globos de Oro
| Año  | Categoría              | Película                                                               | Resultado |
| ---- | ---------------------- | ---------------------------------------------------------------------- | --------- |
| 2016 | Mejor banda sonora     | La La Land                                                             | Ganador   |
| 2016 | Mejor canción original | City of Stars (de La La Land, compartido con Benj Pasek y Justin Paul) | Ganador   |
| 2019 | Mejor banda sonora     | First Man                                                              | Ganador   |
| 2023 | Mejor banda sonora     | Babylon                                                                | Ganador   |

### Premios Grammy
| Año  | Categoría                                                                          | Película                                                               | Resultado |
| ---- | ---------------------------------------------------------------------------------- | ---------------------------------------------------------------------- | --------- |
| 2015 | Mejor álbum de banda sonora para medio visual                                      | Whiplash                                                               | Nominado  |
| 2017 | Mejor álbum de banda sonora para medio visual                                      | La La Land                                                             | Ganador   |
| 2017 | Mejor recopilación para banda sonora para película, televisión u otro medio visual | La La Land                                                             | Ganador   |
| 2017 | Mejor canción escrita para una película, televisión u otro medio visual            | City of Stars (de La La Land, compartido con Benj Pasek y Justin Paul) | Nominado  |

### Critics' Choice Movie Award
| Año  | Categoría              | Película                                                                               | Resultado |
| ---- | ---------------------- | -------------------------------------------------------------------------------------- | --------- |
| 2016 | Mejor banda sonora     | La La Land                                                                             | Ganador   |
| 2016 | Mejor canción original | City of Stars (de La La Land, compartido con Benj Pasek y Justin Paul)                 | Ganador   |
| 2016 | Mejor canción original | Audition (The Fools Who Drem) (de La La Land, compartido con Benj Pasek y Justin Paul) | Nominado  |